# Gare d'Aurillac
La gare d'Aurillac est une gare ferroviaire française de la ligne de Figeac à Arvant, située sur le territoire de la commune d'Aurillac, préfecture du département du Cantal, en région Auvergne-Rhône-Alpes.
C'est une gare de la Société nationale des chemins de fer français (SNCF), desservie par des trains des réseaux Intercités de nuit et TER Auvergne-Rhône-Alpes.

## Situation ferroviaire
Établie à 632 mètres d'altitude, la gare d'Aurillac est située au point kilométrique (PK) 302,667 de la ligne de Figeac à Arvant, entre les gares ouvertes au service voyageurs d'Ytrac et de Vic-sur-Cère.

## Histoire
En 1866, la Compagnie du chemin de fer de Paris à Orléans met en service une ligne entre Figeac et Aurillac (section de l'actuelle ligne de Figeac à Arvant). La ligne est ensuite prolongée jusqu'à Murat en 1868, offrant ainsi un axe reliant Clermont-Ferrand à Montauban.
La ligne entre Aurillac et Arvant a été fermée pour des travaux entre le 14 juin et le 10 décembre 2011 pour une modernisation de la voie ferrée, par Réseau ferré de France (RFF) dans le cadre du Plan rail Auvergne (coût de 25 millions d'euros). Le trafic ferroviaire était reporté sur la route avec des cars TER Auvergne.
En 2020, la SNCF et la communauté d’agglomération du bassin d’Aurillac (CABA) ont engagé une rénovation de la gare. Des terrains cédés (ancien bâtiment Sernam) pour y réaliser une gare routière. La zone voyageurs a fait l’objet d’une rénovation intérieure et extérieure. Le bâtiment central a retrouvé sa physionomie d'origine, datant du XIXe siècle.

### Fréquentation
En 2014, selon les estimations de la SNCF, la fréquentation annuelle de la gare était de 151 850 voyageurs.
De 2015 à 2023, selon les estimations de la SNCF, la fréquentation annuelle de la gare s'élève aux nombres indiqués dans le tableau ci-dessous :
| Année     | 2015    | 2016    | 2017    | 2018    | 2019    | 2020   | 2021    | 2022    | 2023    |
| --------- | ------- | ------- | ------- | ------- | ------- | ------ | ------- | ------- | ------- |
| Voyageurs | 160 641 | 143 170 | 154 733 | 136 951 | 120 175 | 81 046 | 115 900 | 133 725 | 159 078 |

## Service des voyageurs

### Accueil
Gare de la SNCF, elle dispose d'un bâtiment voyageurs, avec guichet, ouvert tous les jours. Elle est notamment équipée d'un automate pour l'achat de titres de transport et d'une salle d'attente. Elle est équipée d'une boutique de presse.
Le passage d'un quai à l'autre se fait par les voies, la passerelle à proximité ne servant qu'à relier le quartier Firminy à celui de la gare.

### Desserte

#### Intercités de nuit
À partir du 10 décembre 2023, la gare d'Aurillac est desservie par un Intercités de nuit en provenance de Paris-Austerlitz. La relation est composée d'un trajet dans chaque sens les vendredis et dimanches soir, ainsi qu'un aller-retour par jour durant les vacances des zones A et C.

#### TER
Aurillac est desservie par des trains TER Auvergne-Rhône-Alpes (ou TER Occitanie), qui effectuent des missions vers Figeac, Capdenac ou Toulouse-Matabiau, Brive-la-Gaillarde ou Clermont-Ferrand.
En novembre 2018, un incendie ravage la gare de Figeac et met hors service les appareils de signalisation. La relation ferroviaire Figeac – Aurillac est interrompue jusqu'à février 2019, et les relations Aurillac – Capdenac et Aurillac – Toulouse sont suspendues jusqu'en août 2023. Des autocars de substitution avaient été mis en place.
Un aller-retour en TER par jour depuis Toulouse est prolongé jusqu'à Clermont-Ferrand.

### Intermodalité
Un parc à vélos et un parking sont aménagés. Des bus (ligne 40 et bus des lycées et collèges le dimanche) et cars desservent la gare : TER Auvergne-Rhône-Alpes lignes 14 et 15 d'Aurillac à Arvant, ou Clermont-Ferrand à Aurillac, et d'Aurillac à Capdenac ; ligne 20 d'Aurillac à Neussargues.
Une navette (gratuite sur présentation du billet SNCF) dessert le centre-ville d'Aurillac, toutes les 10 minutes du lundi au vendredi et toutes les 15 min le samedi.

## Train touristique
Ponctuellement en fonction des saisons, des trains touristiques de la ligne du Tour du Cantal marquent l'arrêt en gare[réf. nécessaire].

## Modélisme
Gilbert Danguiral a entrepris la reproduction, strictement à l'échelle HO (1/87e), de la gare d'Aurillac et de ses abords. Le résultat est régulièrement présenté en exposition.

## Galerie de photographies

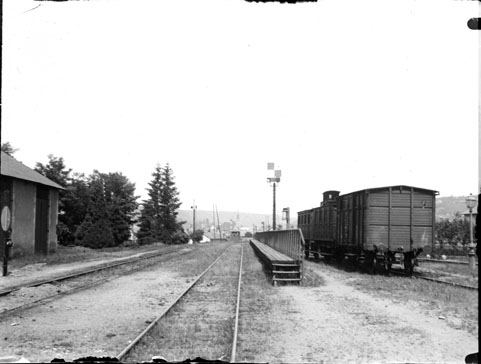
La gare en 1898…
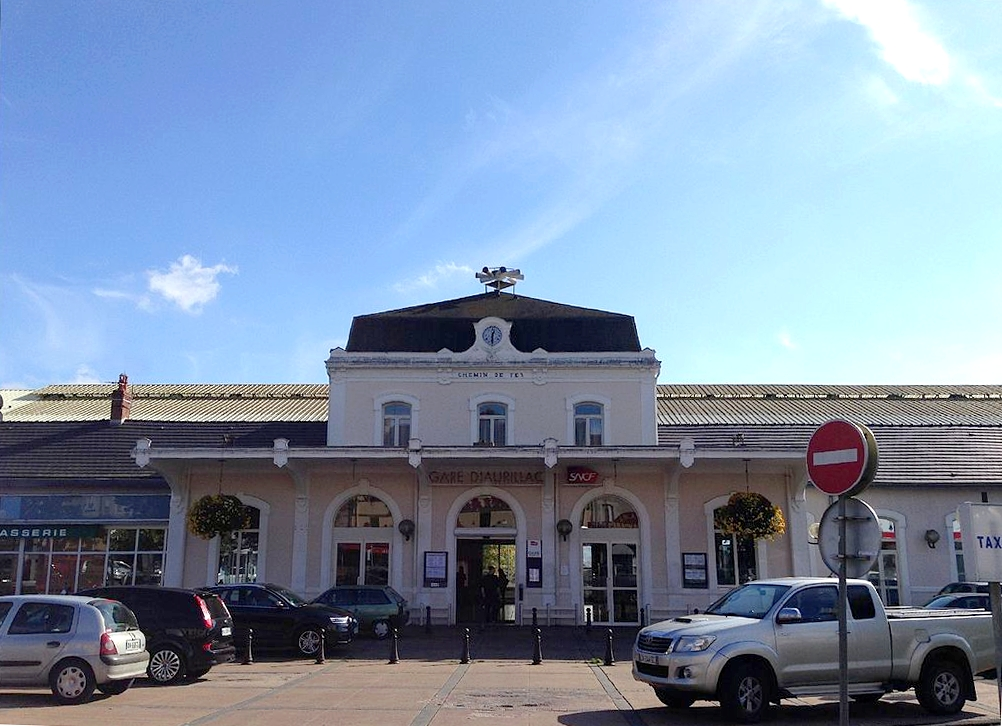
… et en 2014.
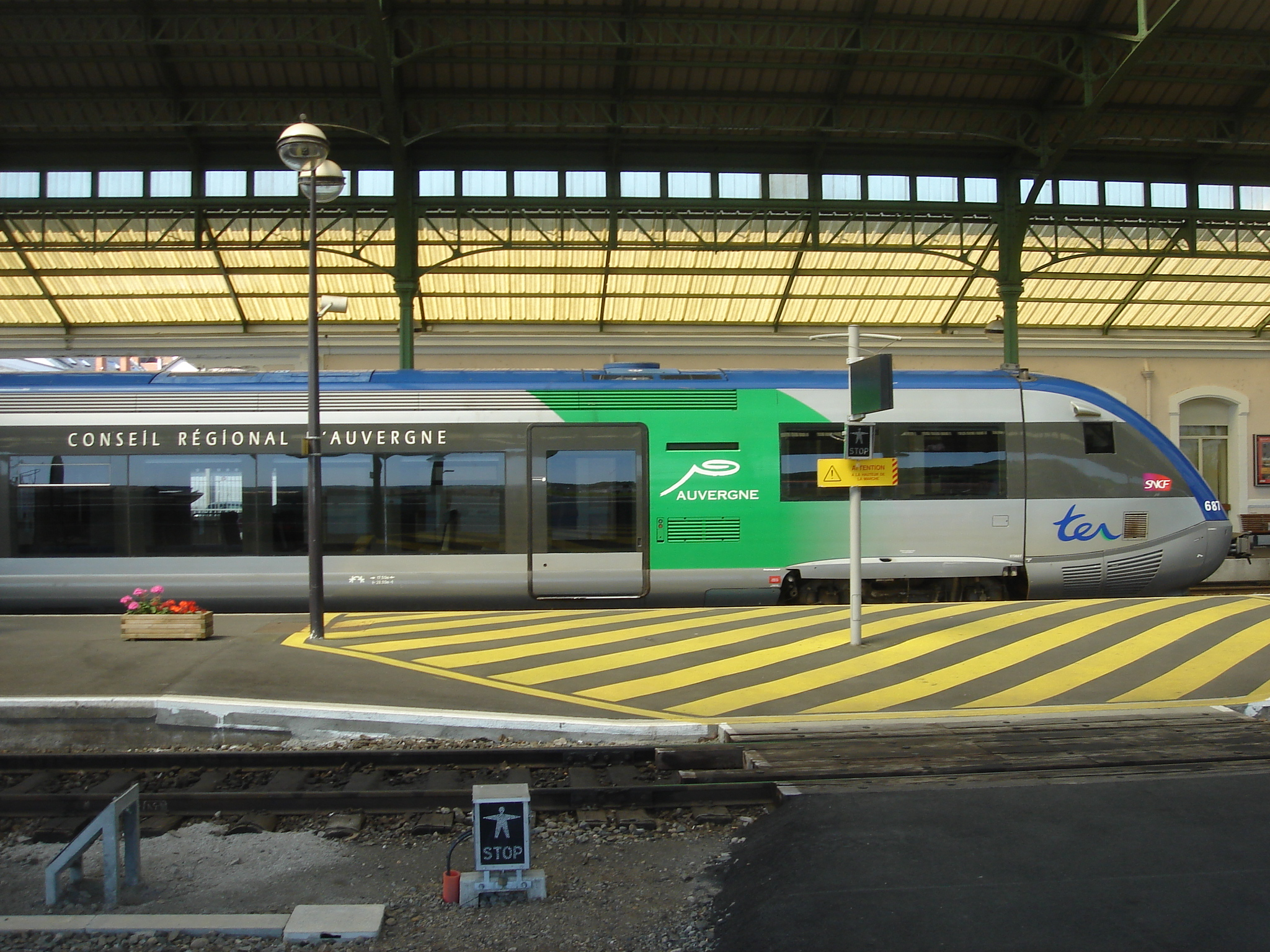
Un TER en 2009.